# كورت ميشيل
كورت ميشيل (بالإنجليزية: Curt Michel)‏ (و. 1934 – 2015 م) هو رائد فضاء، وفيزيائي، وعالم فيزياء فلكية أمريكي، ولد في لاكروس، توفي في هيوستن، عن عمر يناهز 81 عاماً.

## التعليم
تعلم في معهد كاليفورنيا للتقنية.

## جوائز
حصل على جوائز منها:
- زمالة غوغنهايم
- جائزة الإدارة لألكسندر فون همبولت
- جائزة هومبولت.